# 란다우 준위

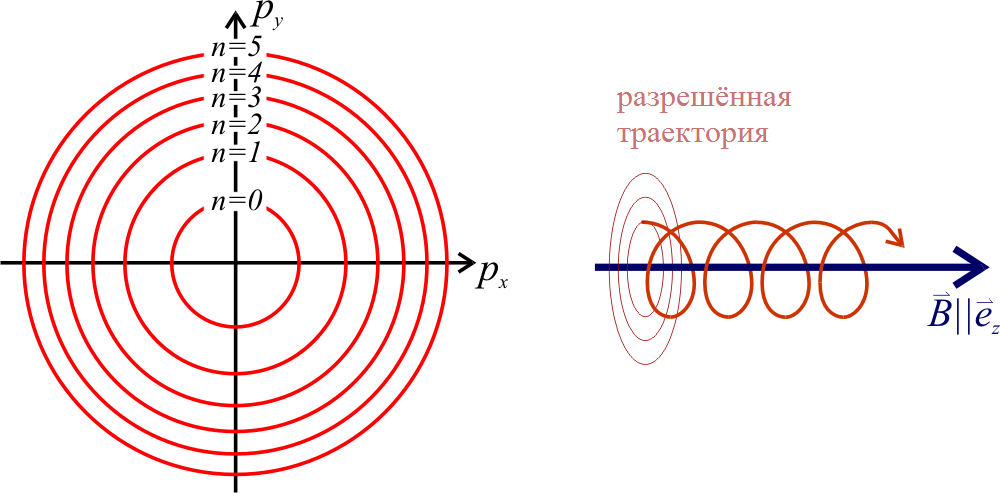

양자역학에서 란다우 준위(Ландау準位, 영어: Landau level)는 자기장 속에서 움직이는 대전 입자의 양자화된 궤도들이다. 레프 란다우의 이름을 땄다.

## 유도와 정의
z방향으로 균일한 자기장 {\displaystyle \mathbf {B} =B{\hat {\mathbf {z} }}}가 주어진 xy 평면을 생각하자. 이 자기장에 대한 자기 퍼텐셜 {\displaystyle \mathbf {A} }는
{\displaystyle \mathbf {A} =xB{\hat {\mathbf {y} }}}
으로 잡을 수 있다. xy 평면에 갇힌, 전하 {\displaystyle q}를 가진 입자를 생각하자. 이 입자의 해밀토니언은 다음과 같다.
{\displaystyle H={\frac {1}{2m}}(\mathbf {p} -q\mathbf {A} )^{2}={\frac {1}{2m}}\left(p_{x}^{2}+(p_{y}-qxB)^{2}\right)}
이 해밀토니언은 y방향 운동량과 가환한다.
{\displaystyle [H,p_{y}]=0}
따라서 {\displaystyle p_{y}}를 그 고윳값으로 대체할 수 있다. {\displaystyle p_{y}}의 고윳값을 고정시키면, 이 해밀토니언은 위치 에너지
{\displaystyle V(x)=(p_{y}-qxB)^{2}/2m={\frac {1}{2m}}q^{2}B^{2}(x-p_{y}/qB)^{2}}
를 가지는, 1차원 공간 위에 존재하는 입자다. 이 퍼텐셜은 포물선 꼴이므로, 이는 1차원 양자 조화 진동자이며, 그 각진동수 {\displaystyle \omega }는
{\displaystyle \omega =qB/m}
다. 따라서, 주어진 {\displaystyle p_{y}}에 대한 에너지 준위는 다음과 같다.
{\displaystyle E_{n}=\left({\frac {1}{2}}+n\right)\hbar qB/mc}
이 준위들을 란다우 준위라고 한다.

## 같이 보기
- 드하스-판알펜 효과
- 슈브니코프-드하스 효과
- 양자 홀 효과